# Léon Gimpel
 Léon Gimpel (Straatsburg, 13 mei 1873 - Sévignacq-Meyracq 7 oktober 1948) was een Frans fotograaf die bekendheid verwierf door zijn vroege kleurenfoto's.

## Loopbaan
Gimpel kreeg in 1897 een Belek 9 x 12 fototoestel cadeau van een oudere broer, en raakte al snel begeesterd door het medium. Hij stapte al snel over naar een Spido Gaumont camera. Door zijn werk als vertegenwoordiger voor het stoffenbedrijf van zijn familie had hij de gelegenheid door heel Frankrijk rond te reizen, en de bezochte plaatsen te fotograferen. Zijn werk vond aftrek bij publicaties zoals  La Vie au Grand Air, La Vie Illustrée and L'Illustration. Hij fotografeerde onder meer de Wereldtentoonstelling in Parijs van 1900, en was ook zeer geïnteresseerd in de opkomst van de luchtvaart.
Auguste en Louis Lumière wijdden hem in in het gebruik van de autochrome, een vroege techniek voor kleurenfotografie. Gimpel wist samen met een collega genaamd Fernand Monpillard de techniek en achterliggende chemie aan te passen dat de lange belichtingstijd die voor de klassieke autochrome noodzakelijk was teruggebracht kon worden, zodat er ook snapshots en straatfotografie mogelijk werd, autochrome had zich daarvoor beperkt tot stillevens. Gimpel was daar overigens ook bedfreven in, hij fotografeerde paddenstoelen in kleur. Hij was ook een van de eersten die zijn kleurenfoto's op grote schaal in druk zag verschijnen, Líllustration had in 1907 een editie waarin vier van zijn foto's als insert bij het tijdschrift werden meegegeven. Hij bracht ook de eerste nieuwsfotografie in kleur uit, in 1907 publiceerde l'Illustration kleurenfoto's van zijn van het staatsbezoek aan Parijs van Frederik VIII van Denemarken en diens eega.
Gimpel was ook een pionier van de luchtfotografie, op een luchtvaartevenement in Bétheny in augustus 1909 nam Gimpel foto's vanuit een luchtballon.

## Later leven en culturele impact
Gimpel huwde in 1939 met Marguerite Bouillon, en vestigde zich aan de voet van de Pyreneeën in de Béarn. De uit een joodse familie afkomstige Gimpel bleef daar de verschrikkingen van de oorlog bespaard, en overleed daar in 1948. Zijn werk raakte daarna wat in de vergetelheid, maar in 2008 hield het Musée d'Orsay een retrospectief tentoonstelling van zijn werk, en in 2015 werd in het Panthéon onder de titel La guerre des gosses - Léon Gimpel, 1915 een tentoonstelling gehouden over een bijzondere collectie van zijn werk, jongens, die in een Parijse buurt de Eerste Wereldoorlog naspeelden.

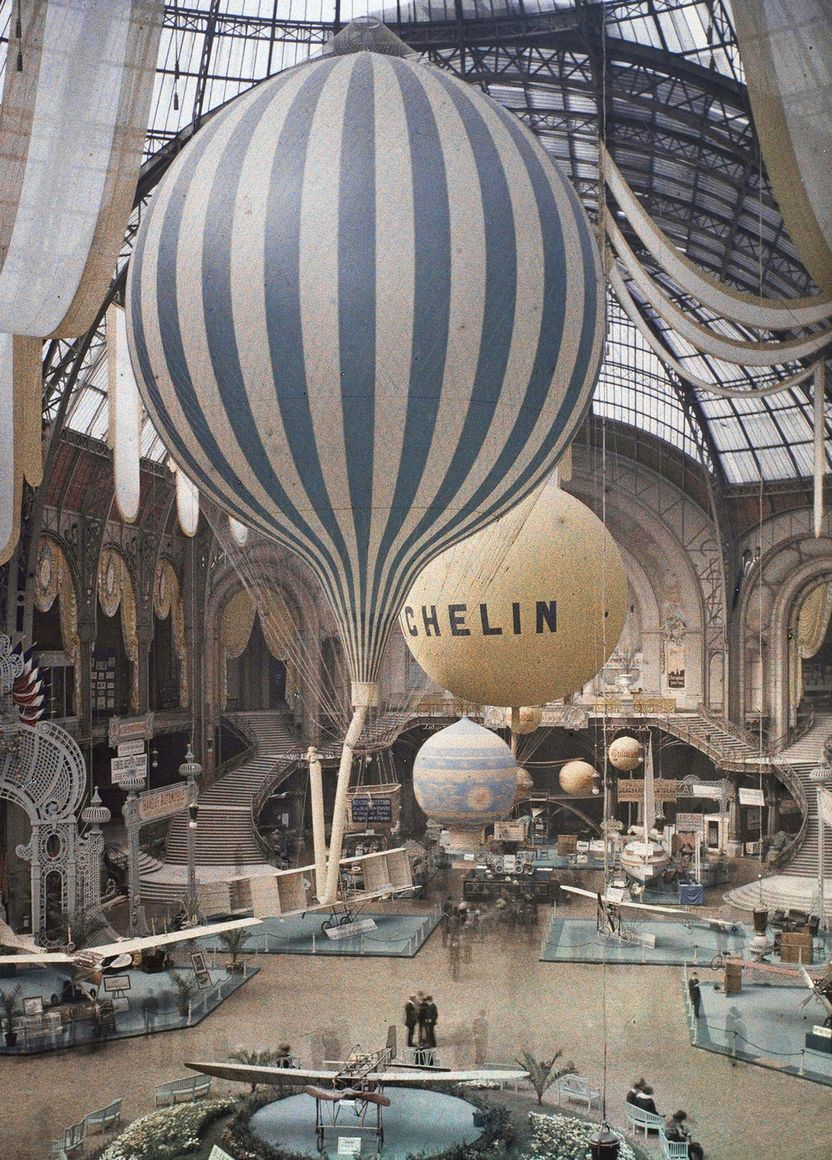
luchtvaarttentoonstelling in het Grand Palais